# Eustreptospondylus
Eustreptospondylus oxoniensis
Genre
Espèce
Eustreptospondylus (« vertèbres bien tournées ») est un  genre éteint de dinosaures carnivores dont les restes fossiles ont été trouvés en Angleterre méridionale. Il appartient à l'ordre des saurischiens, au sous-ordre des théropodes et à la famille des mégalosauridés. Il vivait pendant le Jurassique moyen, il y a environ 165 millions d'années. En 1870, un squelette presque complet d'un jeune Eustreptospondylus a été découvert près d'Oxford, en Angleterre. 
Une seule espèce est rattachée au genre : Eustreptospondylus oxoniensis, décrite par Alick Donald Walker en 1964.

## Description
Eustreptospondylus oxoniensis a été nommé par erreur Megalosaurus par le géologue John Phillips en 1871, parce que ce dinosaure était à l'époque le seul gros carnivore connu dans la région. Ce fossile de juvénile est d'ailleurs, à ce jour, le seul que l'on possède de lui. Par extrapolation à partir d'autres mégalosauridés, on estime qu'Eustreptospondylus adulte pouvait mesurer jusqu'à 7 mètres de long et 3 mètres de haut pour une masse allant jusqu'à 2 tonnes.

## Paléobiologie
Contemporain de stégosaures tels que Lexovisaurus et Loricatosaurus et des sauropodes comme Cetiosaurus, également présents dans la région, Eustreptospondylus oxoniensis les a peut-être chassés.